# Кааґвереська сільська рада
Ка́аґвереська сільська рада (ест. Kaagvere külanõukogu, рос. Каагвереский сельский совет) — сільська рада в Естонській РСР, адміністративно-територіальна одиниця в складі повіту Вирумаа (1945—1950) та Отепяського району (1950—1954).

## Історія
13 вересня 1945 року на території волості Коорасте у Вируському повіті утворена Кааґвереська сільська рада з центром у поселенні Кааґвере.
26 вересня 1950 року, після скасування в Естонській РСР повітового та волосного поділу, сільська рада ввійшла до складу новоутвореного Отепяського сільського району.
17 червня 1954 року в процесі укрупнення сільських рад Естонської РСР Кодіярвеська сільська рада ліквідована. Її територія склала західну частину Коорастеської сільської ради.